# Вингсьют

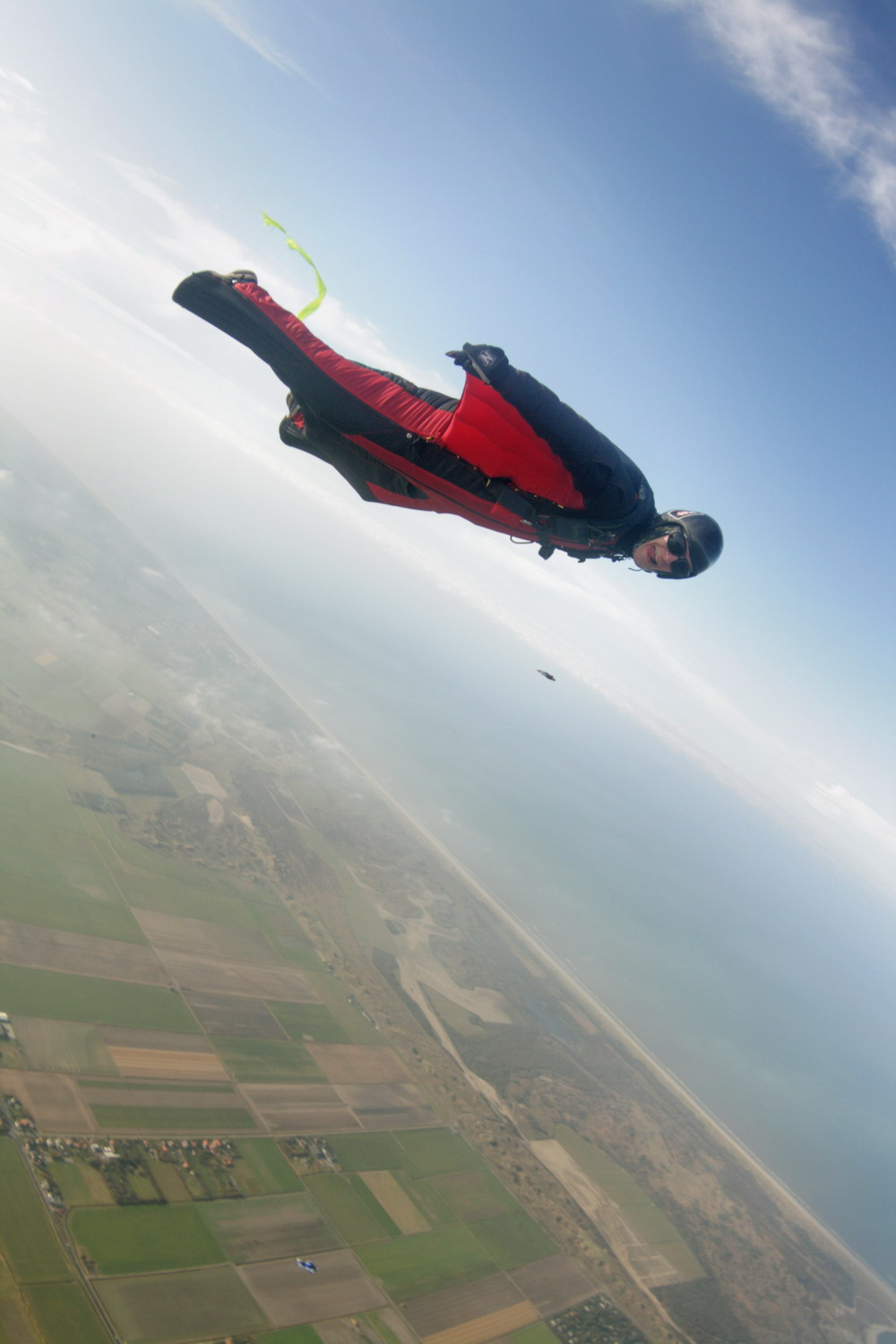
Парашютист в вингсьюте в небе

Вингсью́т (англ. wingsuit «костюм-крыло» от wing «крыло» + suit «костюм») — специальный костюм-крыло, конструкция которого позволяет набегающим потоком воздуха наполнять крылья между ногами, руками и телом пилота, создавая тем самым аэродинамический профиль. Это дает возможность выполнять планирующие полёты. Мировой рекорд дальности полёта в вингсьюте, зафиксированный в книге Гиннесса, составляет 30,4 км. Современные вингсьюты также позволяют на отдельных участках траектории полёта набирать высоту (при условии, что перед этим пилот разовьёт достаточную скорость).
При полётах в вингсьюте для приземления используется парашют, поэтому они считаются разновидностью парашютизма.

## История

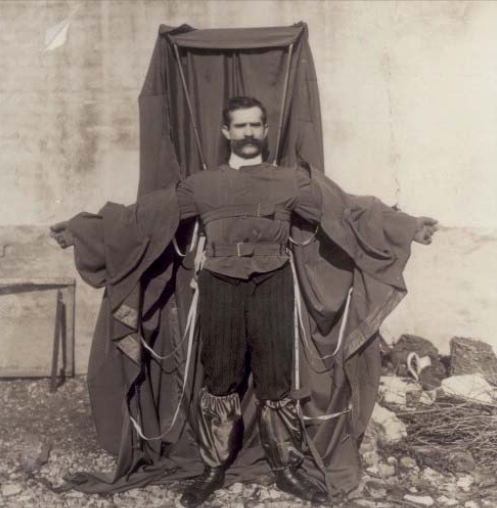
Франц Райхельт в своем парашютном костюме

4 февраля 1912 года 33-летний портной Франц Райхельт прыгнул с Эйфелевой башни, таким образом попытавшись проверить свое изобретение, сочетающее в себе элементы парашюта и крыла. По сути оно являлось прообразом современного вингсьюта. Райхельт ввел в заблуждение охранников, сказав, что эксперимент будет проводиться с манекеном, но прыгнул сам, в результате чего погиб.
В 1930 году 19-летний американец Рекс Финни из Лос-Анджелеса взял крыло при попытке увеличить горизонтальное движение и маневренность во время прыжка с парашютом. Все ранние приспособления были сделаны из таких материалов, как холст, дерево, шелк, сталь и китовый ус. Они были не очень надежны, хотя некоторые «воздухоплаватели», особенно Клем Сон и Лео Валентайн, утверждали, что смогли преодолеть расстояние в несколько миль.
Из-за чрезвычайно высокой смертности уже в 1950-х годах американская федерация парашютного спорта USPA запретила любые испытания крыльев типа «летучая мышь», и этот запрет продержался до конца 1980-х годов.
В середине 1990-х годов француз Патрик де Гайардон изобрел современный костюм-крыло, в котором были:
- три крыла вместо двух;
- двухслойные крылья, надуваемые набегающим потоком (ram-air).

Все три тканевых крыла имеют внутри нервюры, которые надуваются набегающим потоком через воздухозаборники, и при полёте парашютиста вперёд создают подъёмную силу. Кроме того, давление внутри крыла создает необходимую жёсткость, без которой крыло было бы тяжело держать рукой.
В 1999 г. Яри Куосма (Финляндия) и Роберт Печник (Хорватия) разработали и запатентовали промышленную версию вингсьюта, после чего началось его широкомасштабное производство во многих странах.
В 2015 году Международная авиационная федерация (FAI) признала в качестве полноправных видов воздушного спорта вингсьют-пилотирование (соревнования на максимальное время, скорость и дальность полёта) и вингсьют-акробатику.
В 2017 году по инициативе Федерации парашютного спорта России вингсьют-пилотирование и вингсьют-акробатика включены во Всероссийский реестр видов спорта.

## Обучение и пилотирование
Полёты в вингсьюте имеют много общих моментов с прыжками на трекинг. Формальным минимумом для того, чтобы начать летать в вингсьюте, считается уровень в 200 прыжков с парашютом. Все ведущие производители вингсьютов продвигают свои программы обучения инструкторов вингсьютов и студентов.
Полёт в вингсьюте более всего близок к полёту птиц. Парашютист в вингсьюте летит вперёд, а не вниз. Вертикальная составляющая скорости 40—100 км/ч позволяет продлить полёт до раскрытия парашюта до трёх минут и более. Лучшие пилоты могут лететь с аэродинамическим качеством 3,5, то есть на километр высоты пролетать 3,5 км (и более, используя попутный ветер) по горизонтали.
С активным развитием бейсджампинга в последние несколько лет особую популярность завоевали так называемые «проксимити-полёты» (от англ. proximity — близость), когда парашютист летит в нескольких метрах вдоль склона гор. Для проксимити-полётов выбирается скала с уклоном бо́льшим, чем аэродинамическое качество вингсьюта. Обычно полёт выполняется в направлении траверса склона, как бы «огибая» гору. Это позволяет парашютисту следовать рельефу горы, легко контролировать высоту над склоном, доворачивая влево или вправо, и быстро отойти на безопасное расстояние от горы для раскрытия парашюта.

## Интересные факты
- Полёт в вингсьютах в группе называется стаей.
- Мировой рекорд полётов в стае, признанный FAI, был установлен 17 октября 2015 года на DZ Perris, Калифорния и составляет 61 человек[13][14].
- Споры на тему «Возможно ли приземлить вингсьют без парашюта?» продолжались годами[15]. 23 мая 2012 года британский каскадёр Гэри Коннери (Gary Connery) прыгнул в вингсьюте без парашюта с вертолёта, зависшего на высоте 730 метров, и благополучно приземлился на ВПП из специально разложенных в несколько слоев картонных коробок[16]. 30 сентября 2013 года он же прыгнул в вингсьюте без парашюта и произвёл посадку на воду; прыжок проводился на озере Гарда (Италия) под профессиональным надзором Рафаэля Дюмона (Шамони, Франция). Позже видео признано подделкой, на данный момент успешных приземлений на воду не зафиксировано.[17][18][19]
- Самые маленькие парашюты летают со скоростью самых больших вингсьютов и сравнимы с ними по площади[20].
- В 2004 году был выполнен перелёт через пролив Босфор[21][22], а в 2008 году — через Гибралтарский пролив[23].
- 21 мая 2017 года российский спортсмен-экстремал Вячеслав Ким совершил прыжок в вингсьюте со знаменитой Стены Троллей неподалёку от Ондалснеса в Норвегии. Прыжок совершался в условиях низкой видимости из-за тумана. Из-за сильного ветра спортсмена отнесло на горный массив, впоследствии произошло столкновение со скальным выступом. Ким получил достаточно серьёзные травмы (были диагностированы многочисленные переломы и повреждения внутренних органов), но выжил, пройдя курс пятилетней реабилитации. 18 июня 2017 года представители Книги Рекордов Гиннесса заявили, что Ким поставил сразу два мировых рекорда: самая высокая скорость горизонтального полета в вингсьюте в условиях низкой видимости (122 км/ч) и самая короткая дистанция с твердой поверхностью (всего 32 метра). Эти данные были получены с помощью альтиметра и GPS-трекера спортсмена.
- 29 ноября 2017 г. двое французских вингсьютеров (Фред Фуген и Винс Реффет) над Альпами впервые смогли влететь в самолёт[24]. Скорость самолёта была 136 км/ч; видеоролик был заснят при пятом выполнении трюка в действительности. Перед этим они прыгнули с горы. Свой прыжок они посвятили изобретателю современного вингсьюта Патрику Де Гайардону, погибшему в 1998 году.

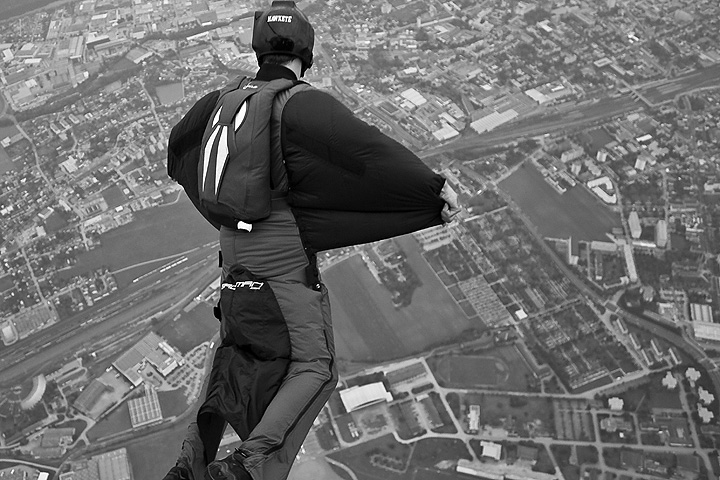
Прыжок в вингсьюте с вертолёта
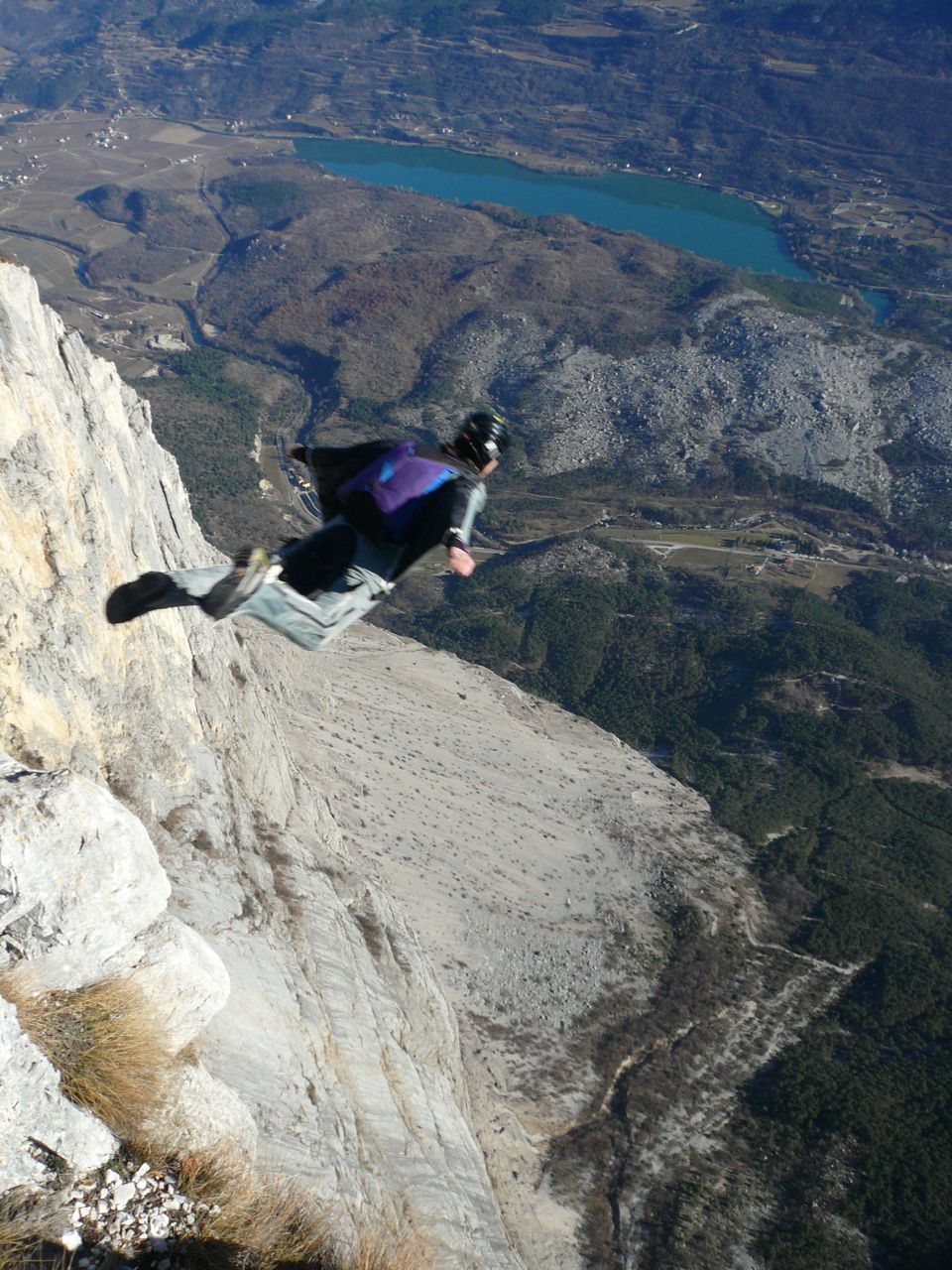
Бейсджампинг с вингсьютом (Стэфани Дэвис)
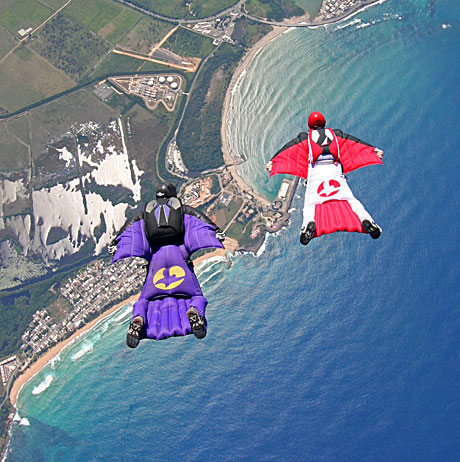
Парный полёт в вингсьютах

### Вингпэк (от англ. wingpack крыло-рюкзак).
Вингпэк — альтернативное развитие вингсьюта, его разновидность: жёсткие крылья.
Вингпэк даёт больше возможностей. К примеру, в случае полой каркасной конструкци вингпэк предоставляет достаточно места для горючего и достаточно пространства для относительно безопасной установки двигателей (преимущественно, турбореактивных, авиамодельных по своему происхождению).
В отличие от тканевого вингсьюта, с вингпэком руки и ноги пилота перестают выполнять функцию аэродинамического каркаса, кратно меньше устают и обретают почти полную свободу для более эффективного управления полетом.
Вингпэк также позволяет увеличить среднюю скорость полета.
- Ив Росси — швейцарский конструктор жёсткого крыла с двигателями.
- «Грифон» — жёсткое крыло немецкой компании SPELCO GbR.

### В культуре
- «На гребне волны» (фильм).
- М3ГАН 2.0 (фильм).
- Появляется в мультсериале «Sonic X».
- Появляется в четвёртом эпизоде двадцать пятого сезона мультсериала «Симпсоны» («YOLO»).
- В фильме "Лара Крофт: Расхитительница гробниц 2 — Колыбель жизни"
- Вингсьюты появляются в таких компьютерных играх, как:
  - Steep
  - Call of Duty: Black Ops 2
  - Call of Duty: Mobile
  - Just Cause 3
  - Just Cause 4
  - Far Cry (3, 4, 5, 6)
  - Battlefield 2042
  - Saints Row (игра, 2022)